# Danso Gordon
Danso Gordon (Toronto, 3 de agosto de 1979) é um ator canadense, mais conhecido por sua participação nas séries de televisão Hang Time, In a Heartbeat e South of Nowhere.

## Filmografia

### Televisão
- 2007 South of Nowhere como Clay Carlin
- 2001 MythQuest como Mume
- 2001 In a Heartbeat como Hank Beecham
- 2000 Hang Time como Kenny "Silk" Hayes
- 1998 Sliders como Otis

### Cinema
- 2009 Dark House como Eldon
- 2008 Blu_Scrn como Det. Buchanan
- 2005 Crescendo como Tyler
- 2005 Dirty Deeds como Biggs
- 2005 Dear Wendy como Sebastian
- 2002 The Gray in Between como Billy